# Сан-Висенте-да-Бейра
Сан-Висенте-да-Бейра (порт. São Vicente da Beira)  —  район (фрегезия) в Португалии,  входит в округ Каштелу-Бранку. Является составной частью муниципалитета  Каштелу-Бранку. По старому административному делению входил в провинцию Бейра-Байша. Входит в экономико-статистический  субрегион Бейра-Интериор-Сул, который входит в Центральный регион. Население составляет 1597 человек на 2001 год. Занимает площадь 100,55 км².
Покровителем района считается Сан-Висенте (порт. São Vicente). 

## История
Район основан в 1173 году